# Gigney
Gigney är en kommun i departementet Vosges i regionen Grand Est (tidigare regionen Lorraine) i nordöstra Frankrike. Kommunen ligger i kantonen Châtel-sur-Moselle som tillhör arrondissementet Épinal. År 2022 hade Gigney 58 invånare.

## Befolkningsutveckling
Antalet invånare i kommunen Gigney
| Referens: INSEE |